# Omphalucha subpunctata
Omphalucha subpunctata là một loài bướm đêm trong họ Geometridae.